# Dagger Paths
Dagger Paths – pierwsze oficjalne EP Forest Swords, muzycznego projektu nieznanego z nazwiska producenta z Wirral w Wielkiej Brytanii. Pierwsze wydanie wyszło w połowie 2010 roku nakładem Olde English Spelling Bee. Reedycja wydana w grudniu tego samego roku przez No Pain in Pop zawierała kilka dodatkowych utworów, dodatkowy dysk z utworami z poprzedniej EP-ki, Fjree Feather, a także remiksy. Dagger Paths zostało uznane za 48. najlepszy album roku przez Pitchfork Media.

## Lista utworów
1. Miarches – 6:23
2. Hoylake Misst – 7:52
3. Visits – 3:31
4. Glory Gongs – 6:24
5. If Your Girl – 6:26
6. The Light – 3:29
7. Rattling Cage – 3:51 (tylko reedycja)
8. Hjurt – 4:10 (tylko reedycja)

No Pain in Pop bonus disc
1. Down Steps – 5:59
2. Red Rocks Fogg – 6:22
3. Kaibasa Claps – 6:07
4. Trust Your Blood – 6:15
5. Riverbed – 5:34
6. Bones – 5:27
7. Rattling Cage [Becoming RealRemix] – 3:45
8. Miarches [Turnbull Green’s Skywalker Og Remix] – 4:19
9. Hjurt [Pariah Refix] – 3:12
10. Rattling Cage [Dro Carey ‘Neon Hudrat’ Mix] – 4:17
11. Remixtape – 23:27